# Orglandes
Orglandes – miejscowość i gmina we Francji, w regionie Normandia, w departamencie Manche.
Według danych na rok 1990 gminę zamieszkiwały 303 osoby, a gęstość zaludnienia wynosiła 33 osoby/km² (wśród 1815 gmin Dolnej Normandii Orglandes plasuje się na 593 miejscu pod względem liczby ludności, natomiast pod względem powierzchni na miejscu 561).